# Eugen Sigg
Eugen Sigg-Bachthold, plus connu sous le nom d'Eugen Sigg, est un rameur suisse né en 1898 ayant participé aux Jeux olympiques d'été de 1924 à Paris. Il remportera la médaille de bronze au quatre sans barreur avec ses compatriotes Emile Albrecht, Alfred Probst et Hans Walter, ainsi que le titre olympique en quatre avec barreur avec Walter Loosli, Alfred Probst et Hans Walter.
Il est également médaillé d'or en quatre avec barreur aux Championnats d'Europe d'aviron 1923 avec Emile Albrecht, Richard Frey, Alfred Probst, et Hans Steiger.